# حبق أليف الدولوميت
حبق أليف الدولوميت (الاسم العلمي:Ocimum dolomiticola) هو نوع من النباتات يتبع جنس الحبق من الفصيلة الشفوية.